# Par de apriete

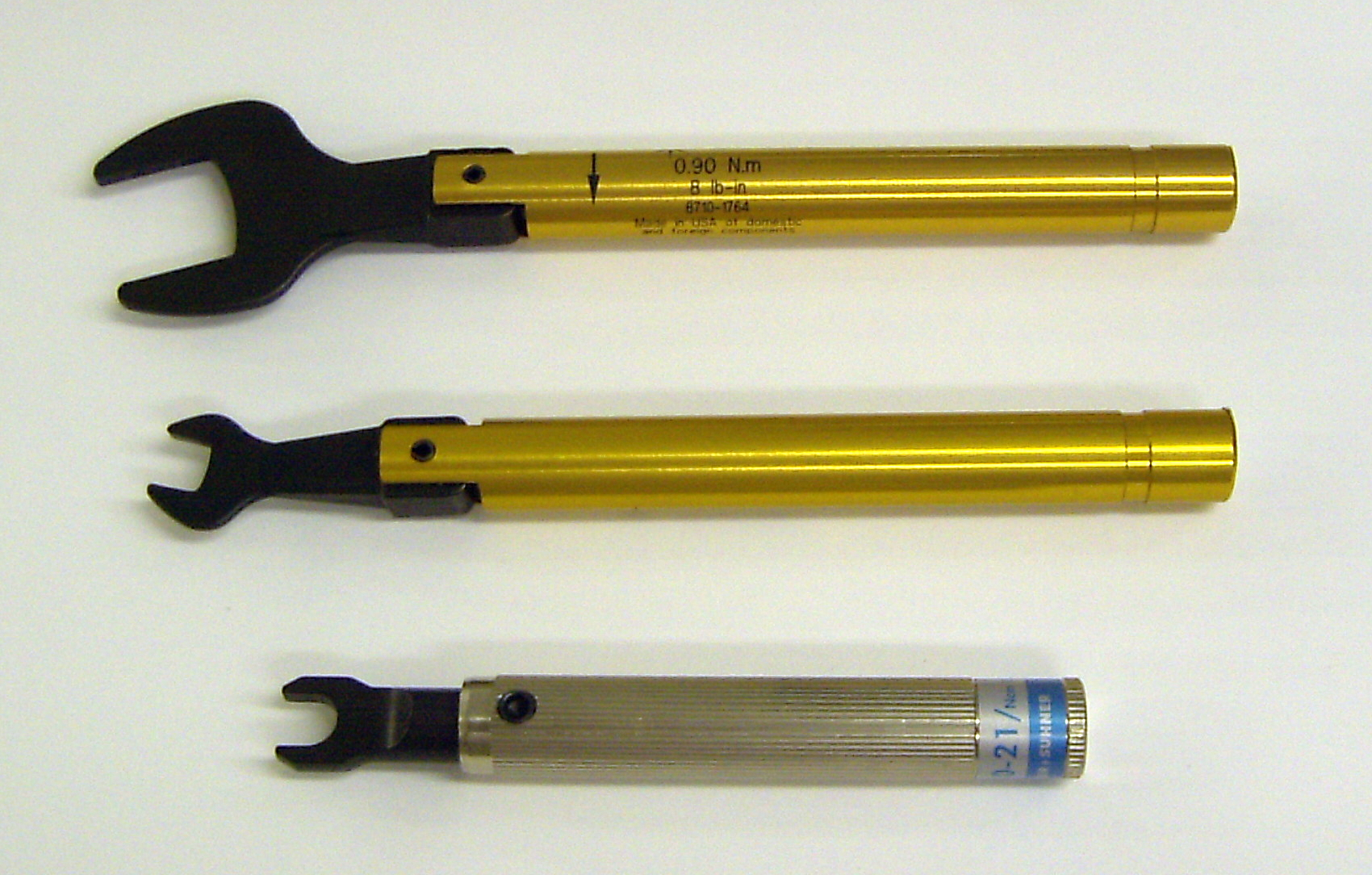
Llaves de par para conectores de microondas.

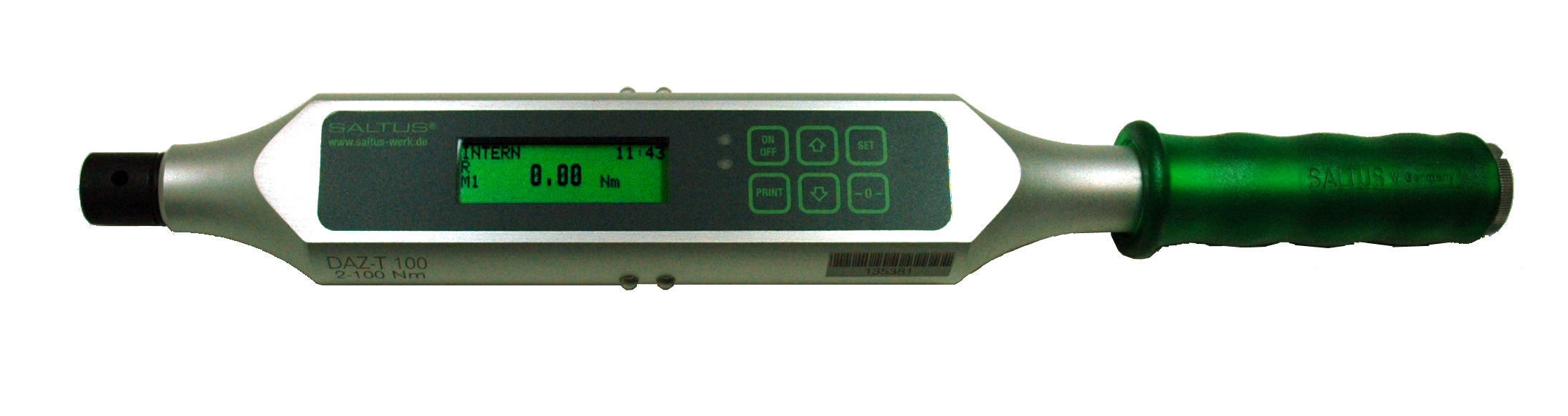
Llave de apriete electrónica.

El par de apriete es el par de fuerzas con el que se debe apretar un tornillo o una tuerca. Se expresa en unidades de fuerza multiplicada por distancia (par), normalmente en Nm en SI o Lbf-ft en unidades inglesas, y para aplicarlo se usan llaves dinamométricas o pistolas atornilladoras que pueden regular el par máximo de apriete. 
El par de apriete crea la tensión en el tornillo que provoca la sujeción de las piezas. Esta tensión depende de la métrica del tornillo y de su dureza, por lo que el par de apriete también depende de esos factores. Otras variables que también influyen sobre el par son: material de las arandelas, lubricantes y otros que facilitan el deslizamiento de la tuerca, de modo que el mismo par de apriete genera tensiones diferentes en el tornillo.

## Par de apriete húmedo y par de apriete seco
El par de apriete húmedo está asociado con un lubricante dado (típicamente grasa). Debe ser determinado empíricamente (haciendo pruebas de tensión sobre el tornillo). Bajo ningún motivo debe cambiarse el lubricante, puesto que se modificaría el coeficiente de fricción, alterando el esfuerzo axial en el tornillo.
El par aplicado en los tornillos con lubricante está determinado por las características del material y la dureza de los tornillos y la rosca involucrados.
Típicamente, los pares de apriete húmedos o lubricados son mucho menores que los pares de apriete seco.

## Aplicación del par
El par de apriete se debe aplicar con una llave de par, girando la tuerca hasta que la llave "salta", esto es, deja de trabajar o avisa de que se ha alcanzado el valor que se ha ajustado previamente. En ningún caso se debe hacer de forma intermitente, "a golpes", debido a la diferencia entre los rozamientos estático y dinámico. Por el mismo motivo, para comprobar el par de una tuerca ya apretada, se debe marcar su posición, con un lápiz, por ejemplo, y aflojar dicha tuerca, para volver a apretarla con la llave de par. Las marcas de lápiz deberán coincidir.